# Kamerun na Letnich Igrzyskach Olimpijskich 2020
Kamerun na Letnich Igrzyskach Olimpijskich 2020 reprezentowało 12 zawodników : pięciu  mężczyzn i siedem kobiet. Był to 15 start Kamerunu reprezentacji na letnich igrzyskach olimpijskich.

## Skład kadry

### Boks
| Zawodnik          | Konkurencja               | 1/16             | 1/8              | Ćwierćfinał      | Półfinał         | Finał            | Finał   | Źródło |
| Zawodnik          | Konkurencja               | Przeciwnik Wynik | Przeciwnik Wynik | Przeciwnik Wynik | Przeciwnik Wynik | Przeciwnik Wynik | Miejsce | Źródło |
| ----------------- | ------------------------- | ---------------- | ---------------- | ---------------- | ---------------- | ---------------- | ------- | ------ |
| Albert Mengue     | waga półśrednia mężczyzn  | Dlamini W RSC    | Walsh P 0-5      | NQ               | NQ               | NQ               | 9.      | [ 3 ]  |
| Wilfried Ntsengue | waga średnia mężczyzn     | Tshama P 2-3     | NQ               | NQ               | NQ               | NQ               | 17.     | [ 4 ]  |
| Maxime Yegnong    | waga superciężka mężczyzn | Bye              | Wieriasow P 0-5  | NQ               | NQ               | NQ               | 9.      | [ 5 ]  |

### Judo
| Zawodnik                         | Konkurencja | 1/16                   | 1/8                 | Ćwierćfinał         | Półfinał            | Repasaże            | Finał / 3.miejsce   | Finał / 3.miejsce | Źródła |
| Zawodnik                         | Konkurencja | Przeciwniczka Wynik    | Przeciwniczka Wynik | Przeciwniczka Wynik | Przeciwniczka Wynik | Przeciwniczka Wynik | Przeciwniczka Wynik | Pozycja           | Źródła |
| -------------------------------- | ----------- | ---------------------- | ------------------- | ------------------- | ------------------- | ------------------- | ------------------- | ----------------- | ------ |
| Ayuk Otay Arrey Sophina          | -70 kg (k)  | Kim Seong-yeon P 00-10 | NQ                  | NQ                  | NQ                  | NQ                  | NQ                  | 17.               | [ 6 ]  |
| Hortence Vanessa Mballa Atangana | +78 kg (k)  | Sayıt P 00-01          | NQ                  | NQ                  | NQ                  | NQ                  | NQ                  | 17.               | [ 7 ]  |

### Lekkoatletyka
Konkurencje biegowe
| Zawodnik       | Konkurencja | Eliminacje | Eliminacje | Półfinał | Półfinał | Finał | Finał   | Źródło |
| Zawodnik       | Konkurencja | Wynik      | Miejsce    | Wynik    | Miejsce  | Wynik | Miejsce | Źródło |
| -------------- | ----------- | ---------- | ---------- | -------- | -------- | ----- | ------- | ------ |
| Emmanuel Eseme | 200 m (m)   | 20,65      | 4.         | NQ       | NQ       | NQ    | NQ      | [ 8 ]  |

### Pływanie
| Zawodnik       | Konkurencja       | Eliminacje | Eliminacje | Półfinał | Półfinał | Finał | Finał   | Źródło |
| Zawodnik       | Konkurencja       | Czas       | Miejsce    | Czas     | Miejsce  | Czas  | Miejsce | Źródło |
| -------------- | ----------------- | ---------- | ---------- | -------- | -------- | ----- | ------- | ------ |
| Charly Ndjoume | 50 m dowolnym (m) | 27,22      | 64.        | NQ       | NQ       | NQ    | NQ      | [ 9 ]  |
| Norah Milanesi | 50 m dowolnym (k) | 26,41      | 44.        | NQ       | NQ       | NQ    | NQ      | [ 10 ] |

### Podnoszenie ciężarów
| Zawodnik             | Konkurencja   | Rwanie | Rwanie  | Podrzut | Podrzut | Razem  | Pozycja | Źródło |
| Zawodnik             | Konkurencja   | Wynik  | Pozycja | Wynik   | Pozycja | Razem  | Pozycja | Źródło |
| -------------------- | ------------- | ------ | ------- | ------- | ------- | ------ | ------- | ------ |
| Jeanne Gaëlle Eyenga | -76 kg kobiet | 91 kg  | 12.     | 111 kg  | 11.     | 202 kg | 11.     | [ 11 ] |
| Clementine Meukeugni | -87 kg kobiet | 99 kg  | 12.     | 125 kg  | 10.     | 224 kg | 11.     | [ 11 ] |

### Tenis stołowy
| Zawodnik      | Konkurencja        | Eliminacje       | Runda 1          | Runda 2          | Runda 3          | 1/8 finału       | Ćwierćfinały     | Półfinały        | Finał            | Finał   | Źródło |
| Zawodnik      | Konkurencja        | Przeciwnik Wynik | Przeciwnik Wynik | Przeciwnik Wynik | Przeciwnik Wynik | Przeciwnik Wynik | Przeciwnik Wynik | Przeciwnik Wynik | Przeciwnik Wynik | Pozycja | Źródło |
| ------------- | ------------------ | ---------------- | ---------------- | ---------------- | ---------------- | ---------------- | ---------------- | ---------------- | ---------------- | ------- | ------ |
| Sarah Hanffou | gra pojedyncza (k) | Trifonowa P 1-4  | NQ               | NQ               | NQ               | NQ               | NQ               | NQ               | NQ               | 65.     | [ 12 ] |

### Zapasy
| Zawodnik       | Konkurencja              | 1/8              | Ćwierćfinał      | Półfinał         | Repesaż 1            | Finał              | Finał   | Źródło |
| Zawodnik       | Konkurencja              | Przeciwnik Wynik | Przeciwnik Wynik | Przeciwnik Wynik | Przeciwnik Wynik     | Przeciwnik Wynik   | Pozycja | Źródło |
| -------------- | ------------------------ | ---------------- | ---------------- | ---------------- | -------------------- | ------------------ | ------- | ------ |
| Joseph Essombe | -53 kg kobiet styl wolny | Mukaida P 0-10   | NQ               | NQ               | Roksana Zasina W 4-4 | Bat-Ochiryn P 4-14 | 5.      | [ 13 ] |